# Taxi Taxi!
Taxi Taxi! — шведский музыкальный дуэт, в состав которого входят сёстры-близнецы Мириам и Юханна Эрикссоны Берханы. Они родились 16 января 1990 года в городе Лулео в семье музыканта и владелицы книжного магазина для детей. В возрасте восьми лет они переехали в Стокгольм и через год начали заниматься музыкой.
История Taxi Taxi! началась в 2005 году, когда подростки разместили две песни собственного сочинения на Myspace, главным образом, чтобы похвастать перед одноклассниками из музыкальной гимназии Рютмус. Журналистка Ханна Фахл обратила внимание на их музыку и представила группу на радиостанции P3. Известность дуэта росла, и к ним начали поступать предложения выступать и заключить контракт на звукозапись.
После выпуска двух мини-альбомов Taxi Taxi! (2007), спродюсированного Бьёрном Иттлингом из группы Peter Bjorn and John, и Step Out into the Light (2009) вышла дебютная студийная работа Still Standing at Your Back Door (2009), записанная при участии приглашённых музыкантов Горана Кайфеша и Данте Киннунена. Изданием этих релизов в Скандинавии занимался датский лейбл Rumraket, основанный группой Efterklang; в остальных странах дебютная пластинка была выпущена лейблом Fierce Panda.
Группа гастролировала как самостоятельно, так и в качестве «разогрева», например у Дженни Уилсон и Kings of Convenience, а также выступала на фестивалях в Роскилле, Hultsfredsfestivalen, Storsjöyran. Сёстры Берхан также записывали бэк-вокал для шведской группы Park Hotell и британского диджея Демиана Лазаруса.

## Дискография
- Taxi Taxi!, мини-альбом (2007)
- Step Out into the Light, мини-альбом (2009)
- Still Standing at Your Back Door (2009)

## Публикации
- Taxi Taxi redo för debuten (швед.). Norrbottens-Kuriren (17 сентября 2009). Дата обращения: 17 сентября 2012. Архивировано 31 октября 2012 года.
- Backman, Dan. Taxi, Taxi - Still standing at your backdoor (швед.). Svenska Dagbladet (23 сентября 2009). Дата обращения: 17 сентября 2012. Архивировано 31 октября 2012 года.
- Jaderup, Anders. Taxi! Taxi! (швед.). Sydsvenska (26 сентября 2009). Дата обращения: 17 сентября 2012. Архивировано 31 октября 2012 года.
- Andersson, Jan. Taxi Taxi | Still standing at your door (швед.). Göteborgs-Posten. Дата обращения: 17 сентября 2012. Архивировано 31 октября 2012 года.
- Diver, Mike. Taxi Taxi! (англ.). Drowned in Sound (22 июня 2007). Дата обращения: 17 сентября 2012. Архивировано 31 октября 2012 года.